# Maomé Axaibani (jurista)
Abu Abedalá Maomé ibne Haçane ibne Farcade Axaibani (em árabe: أبو عبد الله محمد ب. الحسن ب. فريد; romaniz.: Abū ʿAbd Allāh Muḥammad b. al-Ḥasan b. Farḳad al-Xaybānī; 750 - 805) foi um jurista islâmico e discípulo de Abu Hanifa (que mais tarde tornar-se-ia epônimo da escola hanafita de jurisprudência islâmica), Maleque ibne Anas e Abu Iúçufe. É tido como fundador do direito muçulmano internacional.

## Vida
Maomé Axaibani nasceu em 750 na cidade de Uacite, na Mesopotâmia Inferior, e era filho de um soldado emigrado à região nos últimos tempos do Califado Omíada. Pertencia à próspera família maula do clã Banu Xaibã oriundo de Harasta, nas cercanias de Damasco. Já em tenra idade interessou-se pelo saber em detrimento das armas e foi fazer seus estudos em Cufa, onde foi pupilo de Abu Hanifa por cerca de dois anos, até que o último faleceu em 767. Depois, foi pupilo de Abu Iúçufe, um discípulo de Hanifa, e foi sob sua tutela que Axaibani rapidamente se tornou um jurista muito celebrado, inclusive despertando a inveja de seu mentor.

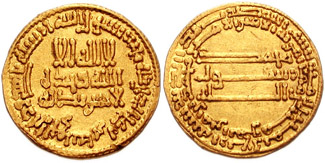
Dinar de Harune Arraxide r.

Ainda em Cufa, teve como professores Sufiane Atauri e Alauazai, com quem treinou como tradicionalista (muadite). Em data incerta, visitou Medina, onde ficou por dois ou três anos para estudar com Maleque ibne Anas, cujo muata (muwatta) foi transmitido por si com anotações e comentários. Aos 20 anos, já lecionava numa mesquita de Cufa, e seus méritos como orador, tradicionalista e perito em lei religiosa atraíram inúmeros alunos. Mais tarde, quando vivia em Baguedade, foi nomeado cádi de Raca pelo califa Harune Arraxide (r. 786–809). As fontes colocam que a relação deles nem sempre foi amigável por conta da postura de Axaibani, mas isso não impediu que mantivesse posição de destaque no séquito de Harune até ser removido de sua função em 803, quando retornou à capital. Voltou a lecionar e teve como seus discípulos Maomé ibne Idris Axafi, Issa ibne Abã, Ibraim ibne Rustão Maruazi, Amade ibne Hafes Alcabir, Calafe ibne Aiube Albaqui e Muça ibne Nácer Arrazi. Faleceu em 805 no Grande Coração, em Rambuai ou Rai, para onde Harune o levou como parte de seu séquito após reinstalá-lo em sua posição judicial. Morreu no mesmo dia e lugar que o eminente gramático e filólogo Alquiçai de modo em que o califa teria afirmado que sepultou a fiqh e a gramática lado a lado.

## Obra e pensamento
Os biógrafos de Axaibani lhe atribuem inúmeras obras, dentre as quais: Kitab al-Djāmi' al-kabīr; Kitab al-Djāmi al-ṣaghīr; Kitab al-Siyar al-kabīr; Kitab al-Siyar al-ṣaghīr; e Kitab al-Aṣl. Destes, o último é o mais celebrado. Consiste numa compilação de 47 textículos sobre fiqh que, de acordo com alguns estudiosos, bastava memorizá-los para o jurista hanafita ser tido como tradicionalista. Outras obras atribuídas a ele incluem, Kitab al-Athar, Kitab al-Hudjdja ala ahl al-Madina, Kitab al-Makaridj fi l-hiyal e al-Amali. Vale ressaltar, de acordo com E. Chaumont, que é entretanto controversa a questão da autoria no sentido estrito do termo hoje, com várias dessas obras possivelmente tendo sido produzidas por várias mãos do círculo erudito de Cufa antes de serem atribuídas a Axaibani por hanafitas posteriores. O fiqh tradicionalmente era transmitido oralmente, só tendo perdido esse valor em detrimento da transmissão escrita séculos após a vida de Axaibani. Nesse processo de transcrição houve a atribuição.
Segundo J. Schacht, Axaibani representa um progresso em relação aos seus mestres de Cufa (Abu Hanifa e Abu Iúçufe) e em muitos aspectos prefigura a cisão entre as escolas dominantes de seu tempo, as ditas "locais", e as escolas "pessoais" que deviam sucedê-las, como indicado na obra de seu pupilo Axafi. Justificava sua doutrina jurídica com base nas tradições que remontam ao profeta Maomé ou a outras autoridades, sentindo-se livre para discordar dos últimos, e distanciou-se dos demais hanafitas ao não dar prioridade sistemática aos dizeres do profeta em relação aos dos seus companheiros (Sahaba). Pensa-se que a teoria de Axafi de que se deveria dar valor probatório exclusivamente às tradições proféticas tenha se originado com Axaibani. Por outro lado, seu raciocínio judicial é consideravelmente mais rigoroso e sistemático do que o de Abu Hanifa, Abu Iúçufe ou Maleque. Por fim, do ponto de vista teológico, aderiu à doutrina murjita.